# Fußball-Bundesliga 2025-2026 (Austria)
La Bundesliga 2024-2025, chiamata ufficialmente Admiral Bundesliga per motivi di sponsorizzazione, è la 114ª edizione della massima serie del campionato di calcio austriaco. La stagione è iniziata il 1° agosto 2025 e terminerà nel maggio 2026. La squadra campione in carica è lo Sturm Graz. 

## Stagione

### Novità
Dalla stagione precedente è retrocesso l'Austria Klagenfurt, ultimo classificato del campionato. Al suo posto dalla Erste Liga è stato promosso il Ried.

### Formula
Le 12 squadre si affrontano in un girone di andata e ritorno, per un totale di 22 giornate. Al termine, le squadre sono divise in due gruppi di sei, in base alla classifica. Tutte le squadre inizieranno il girone con i punti totalizzati durante la stagione regolare dimezzati per difetto. Ogni squadra incontra le altre del proprio gruppo, in partite di andata e ritorno, per un totale di altre 10 giornate.
Le prime due classificate sono ammesse alla UEFA Champions League 2026-2027. La vincitrice della ÖFB-Cup è ammessa alla UEFA Europa League 2026-2027, mentre la terza classificata è ammessa alla UEFA Conference League 2026-2027.
Le squadre classificate al quarto, al quinto e al settimo posto partecipano alla gara play-off per l'assegnazione di un altro posto nella UEFA Conference League, mentre l'ultima classificata retrocede in Erste Liga.

## Squadre partecipanti
| Club                | Città            | Stadio                         | Stagione precedente |
| ------------------- | ---------------- | ------------------------------ | ------------------- |
| Altach              | Altach           | Cashpoint-Arena                | 11° in Bundesliga   |
| Austria Vienna      | Vienna           | Generali Arena                 | 3° in Bundesliga    |
| Blau-Weiß Linz      | Linz             | Donauparkstadion               | 6° in Bundesliga    |
| Grazer AK           | Graz             | Merkur-Arena                   | 10° in Bundesliga   |
| Hartberg            | Hartberg         | Profertil Arena Hartberg       | 8° in Bundesliga    |
| LASK                | Linz             | Raiffeisen Arena               | 7° in Bundesliga    |
| Rapid Vienna        | Vienna           | Allianz Stadion                | 5° in Bundesliga    |
| Ried                | Ried im Innkreis | Keine Sorgen Arena             | 1° in Erste Liga    |
| Salisburgo          | Salisburgo       | Stadion Wals-Siezenheimv       | 2° in Bundesliga    |
| Sturm Graz          | Graz             | Merkur-Arena                   | Campione d'Austria  |
| WSG Swarovski Tirol | Wattens          | Tivoli-Neu Stadion (Innsbruck) | 9° in Bundesliga    |
| Wolfsberger         | Wolfsberg        | Lavanttal Arena                | 4° in Bundesliga    |

## Stagione regolare

### Classifica
|  | Pos. | Squadra             | Pt | G | V | N | P | GF | GS | DR |
|  | ---- | ------------------- | -- | - | - | - | - | -- | -- | -- |
|  | 1.   | Altach              | 0  | 0 | 0 | 0 | 0 | 0  | 0  | 0  |
|  | 2.   | Austria Vienna      | 0  | 0 | 0 | 0 | 0 | 0  | 0  | 0  |
|  | 3.   | Blau-Weiß Linz      | 0  | 0 | 0 | 0 | 0 | 0  | 0  | 0  |
|  | 4.   | Grazer AK           | 0  | 0 | 0 | 0 | 0 | 0  | 0  | 0  |
|  | 5.   | Hartberg            | 0  | 0 | 0 | 0 | 0 | 0  | 0  | 0  |
|  | 6.   | LASK                | 0  | 0 | 0 | 0 | 0 | 0  | 0  | 0  |
|  | 7.   | Rapid Vienna        | 0  | 0 | 0 | 0 | 0 | 0  | 0  | 0  |
|  | 8.   | Ried                | 0  | 0 | 0 | 0 | 0 | 0  | 0  | 0  |
|  | 9.   | Salisburgo          | 0  | 0 | 0 | 0 | 0 | 0  | 0  | 0  |
|  | 10.  | Sturm Graz          | 0  | 0 | 0 | 0 | 0 | 0  | 0  | 0  |
|  | 11.  | WSG Swarovski Tirol | 0  | 0 | 0 | 0 | 0 | 0  | 0  | 0  |
|  | 12.  | Wolfsberger         | 0  | 0 | 0 | 0 | 0 | 0  | 0  | 0  |

Legenda:
      Ammesse alla Poule scudetto
      Ammesse alla Poule retrocessione
Note:

Tre punti a vittoria, uno a pareggio, zero a sconfitta.
In caso di arrivo di due o più squadre a pari punti, la graduatoria verrà stilata secondo la classifica avulsa tra le squadre interessate che prevede, in ordine, i seguenti criteri:
- Punti generali
- Differenza reti generale
- Reti realizzate in generale
- Partite vinte in generale
- Partite vinte in trasferta
- Punti negli scontri diretti
- Differenza reti negli scontri diretti
- Differenza reti generale
- Sorteggio

## Poule scudetto
I punti conquistati nella stagione regolare vengono dimezzati e, in caso, arrotondati per difetto.

### Classifica finale
|                    | Pos. | Squadra | Pt | G | V | N | P | GF | GS | DR |
| ------------------ | ---- | ------- | -- | - | - | - | - | -- | -- | -- |
| Austria (bandiera) | 1.   |         | 0  | 0 | 0 | 0 | 0 | 0  | 0  | 0  |
|                    | 2.   |         | 0  | 0 | 0 | 0 | 0 | 0  | 0  | 0  |
|                    | 3.   |         | 0  | 0 | 0 | 0 | 0 | 0  | 0  | 0  |
|                    | 4.   |         | 0  | 0 | 0 | 0 | 0 | 0  | 0  | 0  |
|                    | 5.   |         | 0  | 0 | 0 | 0 | 0 | 0  | 0  | 0  |
|                    | 6.   |         | 0  | 0 | 0 | 0 | 0 | 0  | 0  | 0  |

Legenda:
 Ammesse allo spareggio qualificazione della UEFA Europa Conference League 2026-2027

## Poule retrocessione
I punti conquistati nella stagione regolare vengono dimezzati e, in caso, arrotondati per difetto.

### Classifica finale
|  | Pos. | Squadra | Pt | G | V | N | P | GF | GS | DR |
|  | ---- | ------- | -- | - | - | - | - | -- | -- | -- |
|  | 7.   |         | 0  | 0 | 0 | 0 | 0 | 0  | 0  | 0  |
|  | 8.   |         | 0  | 0 | 0 | 0 | 0 | 0  | 0  | 0  |
|  | 9.   |         | 0  | 0 | 0 | 0 | 0 | 0  | 0  | 0  |
|  | 10.  |         | 0  | 0 | 0 | 0 | 0 | 0  | 0  | 0  |
|  | 11.  |         | 0  | 0 | 0 | 0 | 0 | 0  | 0  | 0  |
|  | 12.  |         | 0  | 0 | 0 | 0 | 0 | 0  | 0  | 0  |

Legenda:
 Ammessa allo spareggio nazionale per la UEFA Conference League 2026-2027.
      Retrocessa in Erste Liga 2026-2027
Note:

Tre punti a vittoria, uno a pareggio, zero a sconfitta.